# Paul Vanden Boeynants

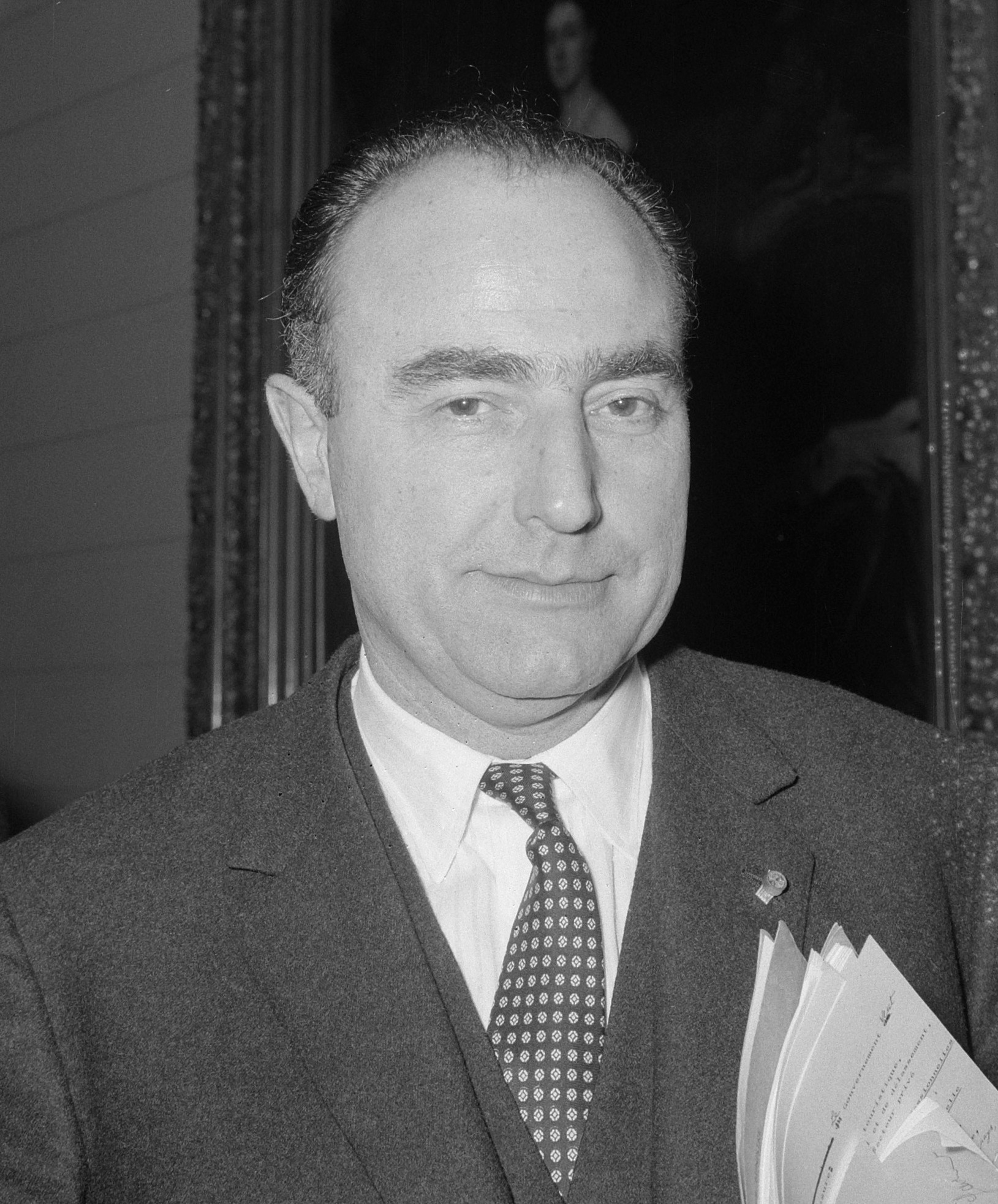
Paul Vanden Boeynants, 1966

Paul Emile François Henri Vanden Boeynants anhörenⓘ (* 22. Mai 1919 in Forest/Vorst, Belgien; † 9. Januar 2001 in Brüssel) war ein belgischer Politiker. Er war für zwei kurze Amtszeiten Premierminister Belgiens.

## Leben
Vanden Boeynants (von Journalisten immer nur VDB genannt) wurde am 22. Mai 1919 in Brüssel (Stadtteil Forest), in Belgien geboren. Er arbeitete zunächst in der Fleischindustrie und wurde 1949 ein Abgeordneter der Parti Social Chrétien (PSC) in der Abgeordnetenkammer, welche er von 1961 bis 1966 anführte. Am 19. März 1966 wurde er Premierminister Belgiens, was er bis zum 17. Juni 1968 blieb. Im Jahr 1972 wurde er belgischer Verteidigungsminister und am 20. Oktober 1978 erneut Premierminister, beide Ämter legte er 1979 ab. In diesem Jahr verließ er ebenfalls das Abgeordnetenhaus. Im Jahr 1995 trat er endgültig von der politischen Bühne ab und starb am 9. Januar 2001 in einem Krankenhaus an einer Lungenentzündung, nachdem er am Herzen operiert worden war.

## Betrug
Im Jahr 1986 wurde Boeynants des Betruges und der Steuerhinterziehung überführt. Er wurde zu drei Jahren bedingt auf Bewährung verurteilt. Dies machte seine zwischenzeitlichen Pläne, für die Bürgermeisterschaft Brüssels zu kandidieren, zunichte.

## Entführung
Vanden Boeynants wurde am 14. Januar 1989 von Mitgliedern der sogenannten Haemers Gang entführt, welche in den 1980er Jahren mehrere bewaffnete Überfälle verübten und drei Tage später in der Tageszeitung Le Soir dreißig Millionen Belgische Franc für die Freilassung Boeynants forderten. Einen Monat später, am 23. Februar, wurde Vanden Boeynants gegen eine Lösegeldzahlung in unbekannter Höhe freigelassen. Die Verbrecher wurden später gefasst und Patrick Haemers (* 1953), der im Mai 1989 in Brasilien gefasst wurde und der Kopf der Bande war, verübte am 14. Mai 1993 Selbstmord, während die anderen beiden Bandenmitglieder im selben Jahr aus dem Gefängnis ausbrechen konnten.

## Pädophiles Netzwerk

### Marc Dutroux
Paul Vanden Boeynants wurde in dem Buch Dossier pédophilie : le scandale de l'affaire Dutroux (2001) als Pädophiler bezeichnet, der in die größere Dutroux-Affäre verwickelt war. Die in diesem Buch aufgestellten Behauptungen lösten eine Verleumdungsklage der Verwandten von Vanden Boeynants aus.

### Anneke Lucas
Im Jahr 2023 nannte Anneke Lucas, eine Überlebende eines Kinderhandelrings, Vanden Boeyants als eine Person, die in den frühen 1970er Jahren für ein belgisches Pädophilennetzwerk verantwortlich war.

## Auszeichnungen
- 1967: Großes Goldenes Ehrenzeichen am Bande für Verdienste um die Republik Österreich[6]